# Acronicta omihsiensis
Acronicta omihsiensis là một loài bướm đêm trong họ Noctuidae.